# Жунсянь (Цзыгун)
Жунся́нь (кит. упр. 荣县, пиньинь Róng xiàn) — уезд городского округа Цзыгун провинции Сычуань (КНР).

## История
При империи Суй в 590 году здесь был основан посёлок Далао. В 593 году был образован уезд, который получил то же название, что и посёлок — уезд Далао (大牢县). При империи Тан в 627 году из него был выделен уезд Сюйчуань (旭川县).
При империи Сун после того, как в 1067 году на престол взошёл император Шэнь-цзун, иероглиф «Сюй», входивший в его личное имя, стал табуированым, и уезд был переименован в Жундэ (荣德县) по названию расположенной на его территории горы Жундэшань. При империи Мин в 1376 году из-за того, что на территории уезда было несколько гор с иероглифом «Жун» в названии, иероглиф «Дэ» из названия уезда был отброшен.
В 1911 году во время Синьхайской революции уезд Жун стал первым уездом в провинции Сычуань, сбросившим власть правившей в Цинской империи маньчжурской династии.
В 1950 году был образован Специальный район Нэйцзян (内江专区), и уезд вошёл в его состав. В 1968 году Специальный район Нэйцзян был переименован в Округ Нэйцзян (内江地区). В 1979 году уезд был передан под юрисдикцию городского округа Цзыгун.

## Административное деление
Уезд Жунсянь делится на 21 посёлок и 6 волостей.